# Лебедевский сельсовет (Новосибирская область)
Лебедевский сельсовет — сельское поселение в Тогучинском районе Новосибирской области Российской Федерации.
Административный центр — село Лебедево.

## История
Статус и границы сельского поселения установлены Законом Новосибирской области от 2 июня 2004 года № 200-ОЗ «О статусе и границах муниципальных образований Новосибирской области»

## Население
| 2002  | 2010  | 2012  | 2013  | 2014  | 2015  | 2016  |
| ----- | ----- | ----- | ----- | ----- | ----- | ----- |
| 1674  | ↘1371 | ↘1334 | ↘1318 | ↗1320 | ↘1309 | ↘1277 |
| 2017  | 2018  | 2019  | 2020  | 2021  |       |       |
| ↘1259 | ↗1263 | ↘1255 | ↘1223 | ↘1193 |       |       |

## Состав сельского поселения
| № | Населённый пункт | Тип населённого пункта       | Население |
| - | ---------------- | ---------------------------- | --------- |
| 1 | Верх-Чемской     | посёлок                      | ↘7        |
| 2 | Дергаусово       | село                         | ↘469      |
| 3 | Лебедево         | село, административный центр | ↘895      |